# Alkotest
Alkotest je naprava, ki se uporablja za preverjanje koncentracije alkohola v izdihanem zraku. Služi kot preprosto in hitro orodje za ugotavljanje, ali oseba vozi pod vplivom alkohola. 
Alkotest je izumil ameriški policist Robert Frank Borkenstein leta 1954. Borkenstein je razvil prvo napravo, imenovano Breathalyzer, za merjenje ravni alkohola v izdihanem zraku. Breathalyzer je bil ena prvih uspešnih naprav te vrste in se v današnjem času še vedno uporablja.
Alkoteste uporabljamo predvsem na prometnih kontrolnih točkah, kjer policija preverja, ali vozniki vozijo pod vplivom alkohola. Prav tako se lahko uporabljajo v drugih situacijah, kot so testiranja alkoholiziranosti na delovnem mestu ali pri športnih dogodkih. Alkotesti so pomembno orodje pri ugotavljanju kršitve prometnih predpisov in zagotavljanju varnosti na cestah.